# Parafestuca albida
Parafestuca albida — вид рослин з монотипного роду Parafestuca родини тонконогові (Poaceae), ендемік Мадейри.

## Етимологія
дав.-гр. παρά — «приблизно», Festuca — рід мітлицевидних рослин. лат. albida — «білуватий».

## Опис
Багаторічна, трав'яниста рослина, зростає щільними жмутками, зазвичай нерозгалужена, двостатева. Листові пластинки лінійні. Відкриті або компактні суцвіття волотисті; колосочки з ніжкою, сплюснуті; дві колоскові луски нерівні, леми 3-жильні, човноподібні, верхні квіткові луски присутні, є 3 тичинки, зав'язь гладенька. Рослина схожа на Austrofestuca (Tzvelev) Alexeev.

## Поширення
Ендемік архіпелагу Мадейра (острів Мадейра).